# Frederick William Hope
Frederick William Hope (ur. 3 stycznia 1797 w Londynie, zm. 15 kwietnia 1862 tamże) – angielski entomolog związany z Uniwersytetem Oksfordzkim, kolekcjoner owadów i rycin, założyciel „Hope Department of Entomology” (obecnie część OUMNH), członek Royal Society.
Był synem Johna i Ellen Hope, spadkobierczyni Sir Thomasa Edwardesa. Do dwudziestego roku życia uczył się w domu, pod opieką korepetytora. W latach 1817–1823 studiował historię naturalną w Christ Church w Oksfordzie, m.in. geologię i zoologię. Był najbardziej zainteresowany entomologią, a przede wszystkim chrząszczami, które kolekcjonował. Po skończeniu studiów (M.A. w 1823) zły stan zdrowia uniemożliwił mu wypełnianie obowiązków wikariusza w parafii Frodesley. Poświęcił się obserwacjom, kolekcjonowaniu i opisywaniu owadów. Utrzymywał kontakty z wieloma entomologami – specjalistami i amatorami. Wkrótce został członkiem Linnean Society (1822) oraz członkiem współzałożycielem Zoological Society (1826) i Entomological Society (1833). W 1834 roku został wybrany na członka Royal Society.
Zawarł związek małżeński (1835) z Ellen Meredith – majętną panną, która była również bardzo zainteresowana kolekcjonerstwem (kolekcje przyrodnicze, druki, grafiki). Wspólnie stworzyli prywatne „Muzeum Hope”, które w 1849 roku przekazali do Oksfordu (obecnie kolekcja jest częścią ekspozycji Muzeum Historii Naturalnej). Hope ufundował w nowym uniwersyteckim wydziale zoologii (początkowo „Hope Department of Entomology”) stanowisko „Hoppe Professor” dla osoby zobowiązanej nie tylko do troski o zachowanie kolekcji w całości, lecz do zapewnienia jej rozwoju. Jako pierwszy zajął to stanowisko jego wieloletni współpracownik, John Obadiah Westwood.

## Życiorys

### Od dziecięcej pasji doEntomological Society of London
Urodził się w Londynie (37 Upper Seymour Street) w 1797 roku. Był drugim synem Johna i Ellen Hope. Ojciec, John Thomas Hope, pochodził z Dorrington (Shropshire) (Netley Hall). Matka, Ellen Hester Mary, była córką baroneta, Sir Thomasa Edwardesa i jego spadkobierczynią (jako jedyne dziecko).
Frederick Hope do 1817 roku uczył się w domu (jego opiekunem był wielebny Delafosse z Richmond), a następnie w Christ Church w Oksfordzie – jednym z kolegiów Uniwersytetu Oksfordzkiego. W Oksfordzie studiował nauki przyrodnicze. Był pod silnym wpływem wykładowcy zoologii, dr. Johna Kidda, z którym przyjaźnił się w kolejnych latach. Interesował się różnymi gałęziami nauk przyrodniczych (m.in. geologią), jednak przede wszystkim entomologią, znajdując czas na zbieranie okazów chrząszczy, m.in. w Wytham i Shotover Hill (Oxfordshire). Okazy chrząszczy, zgromadzone w Oksfordzie w okresie studiów licencjackich, wzbogaciły informacje zawarte w pracy Marshama „Entomologia Britannica” (1802). Otrzymał stopień B.A. w 1820 roku i M.A. w 1823 roku.
Po studiach został wikariuszem pełniącym posługę na rzecz parafian z Frodesley w hrabstwie Shropshire, jednak wkrótce zły stan zdrowia uniemożliwił wykonywanie tego zajęcia (nigdy nie nauczał).
W następnych latach poświęcił się obserwacjom i kolekcjonowaniu owadów. Nieustannie wzbogacał zbiór, gromadząc okazy osobiście oraz poprzez zakupy i wymiany. Utrzymywał kontakty z wieloma entomologami – specjalistami i amatorami. Został członkiem Linnean Society of London już w roku 1822, a w roku 1826 współorganizował Zoological Society. Był też członkiem założycielem Entomological Society of London, utworzonego w 1833 roku. W następnym roku został wybrany na członka Royal Society (czerwiec 1834).
Zawarł związek małżeński 6 czerwca 1835 roku z Ellen Meredith. Małżeństwo było bezdzietne. Wspólnym celem małżonków stało się gromadzenie kolekcji przyrodniczych. Oboje swobodnie wykorzystywali własne środki, tworząc prywatne „Muzeum Hope” przy Upper Seymour Street (Portman Square, County of Middlesex), a później powiększając kolekcje w Oksfordzie.

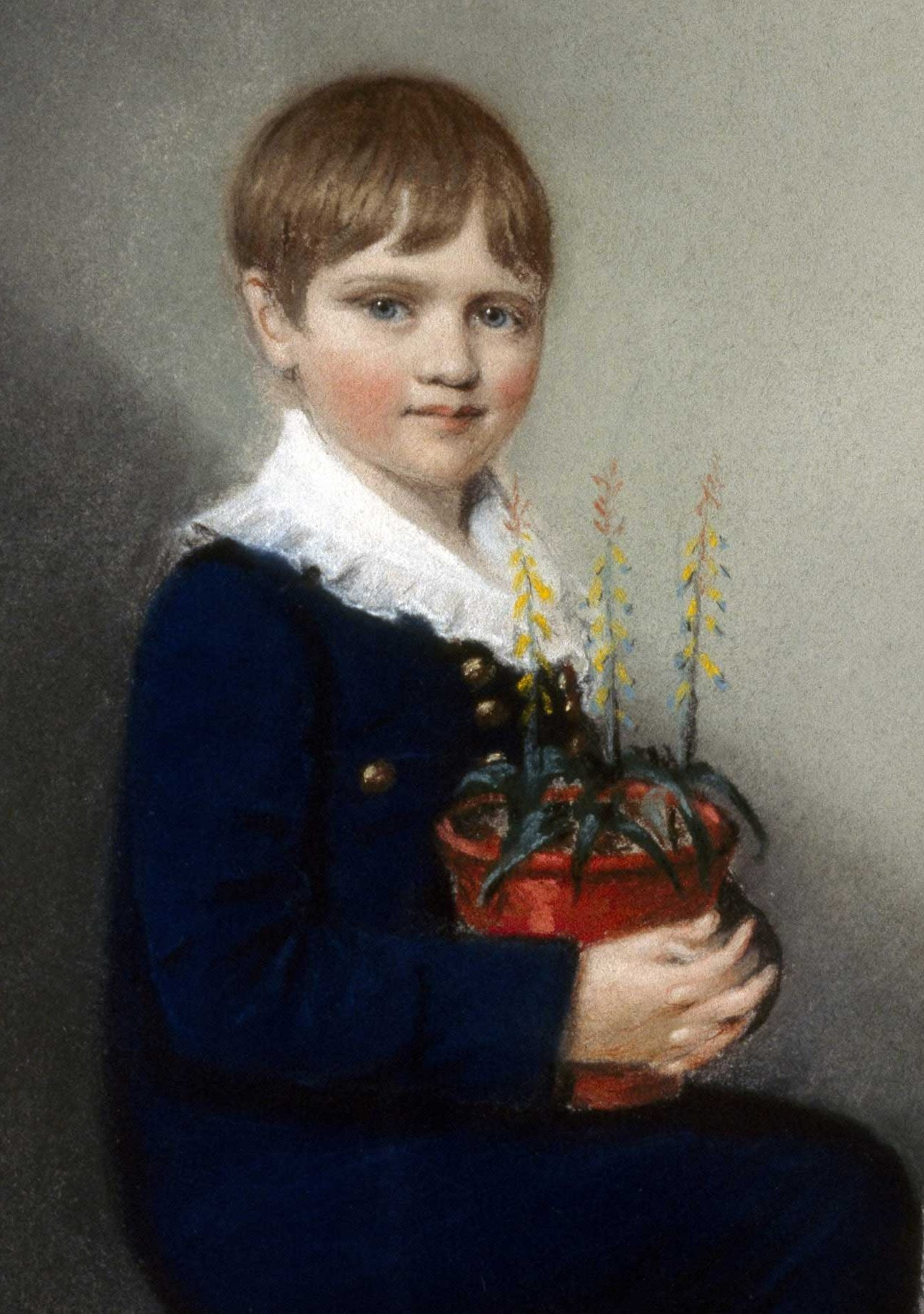
Chas Darwin (1816)

Hope był uznawany za człowieka szczodrego. Chętnie dzielił się swoją wiedzą z osobami zainteresowanymi historią naturalną (jego dom był miejscem ich spotkań) oraz udostępniał okazy i książki ze swojej kolekcji; często udzielał też pomocy finansowej. W określone dni „Muzeum Hope” było otwarte dla studentów entomologii.

### Karola Darwina „father in Entomology”
Od roku 1818 w entomologicznych poszukiwaniach uczestniczył Karol Darwin – bardzo zainteresowany historią naturalną uczeń szkoły w Shrewsbury (Shropshire). F.W. Hope zachęcał kilkunastoletniego chłopca do kolekcjonowania chrząszczy. Nie stracił z nim kontaktu, gdy K. Darwin studiował medycynę w Christ’s College (Cambridge) – dwukrotnie odbyli wspólną entomologiczną wyprawę do północnej Walii.
Po rozpoczęciu 5-letniej badawczej wyprawy HMS Beagle kontakt F.W. Hope’a z Darwinem był sporadyczny. Darwin przepraszał w listach, np. w liście wysłanym 1 listopada 1833 roku z Buenos Aires (podpisanym „Your most obliged disciple, Chas Darwin”), że nie dotrzymuje danej przed wyjazdem obietnicy i pisze zbyt rzadko do swojego „ojca w entomologii” („my father in Entomology”). W tym samym liście opisał swoje spostrzeżenia entomologiczne, wspominał wspólne wędrówki w okolicach Netley i pytał o los kolegi-rówieśnika, Thomasa Eytona, również pasjonata obserwacji przyrody, a później znanego ornitologa.

### John Obadiah Westwood

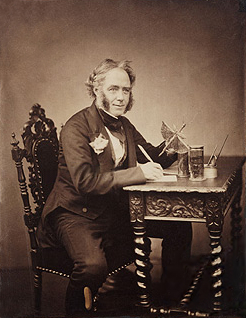
John Obadiah Westwood (ok. 1850)

Od roku 1824 jednym ze współpracowników F.W. Hope’a był John O. Westwood (ur. 1805), kolekcjoner motyli (pierwszą wzmiankę o tworzeniu kolekcji motyli zamieścił w swoim dzienniku w roku 1820). W roku 1821 zamierzał on rozpocząć pracę w Londynie, jako radca prawny, jednak – mając wystarczające środki – szybko oddał się swoim pasjom – częściowo odpłatnym zajęciom antykwariackim i grafice. Był uznawany za niedoścignionego w reprodukcji starych manuskryptów.

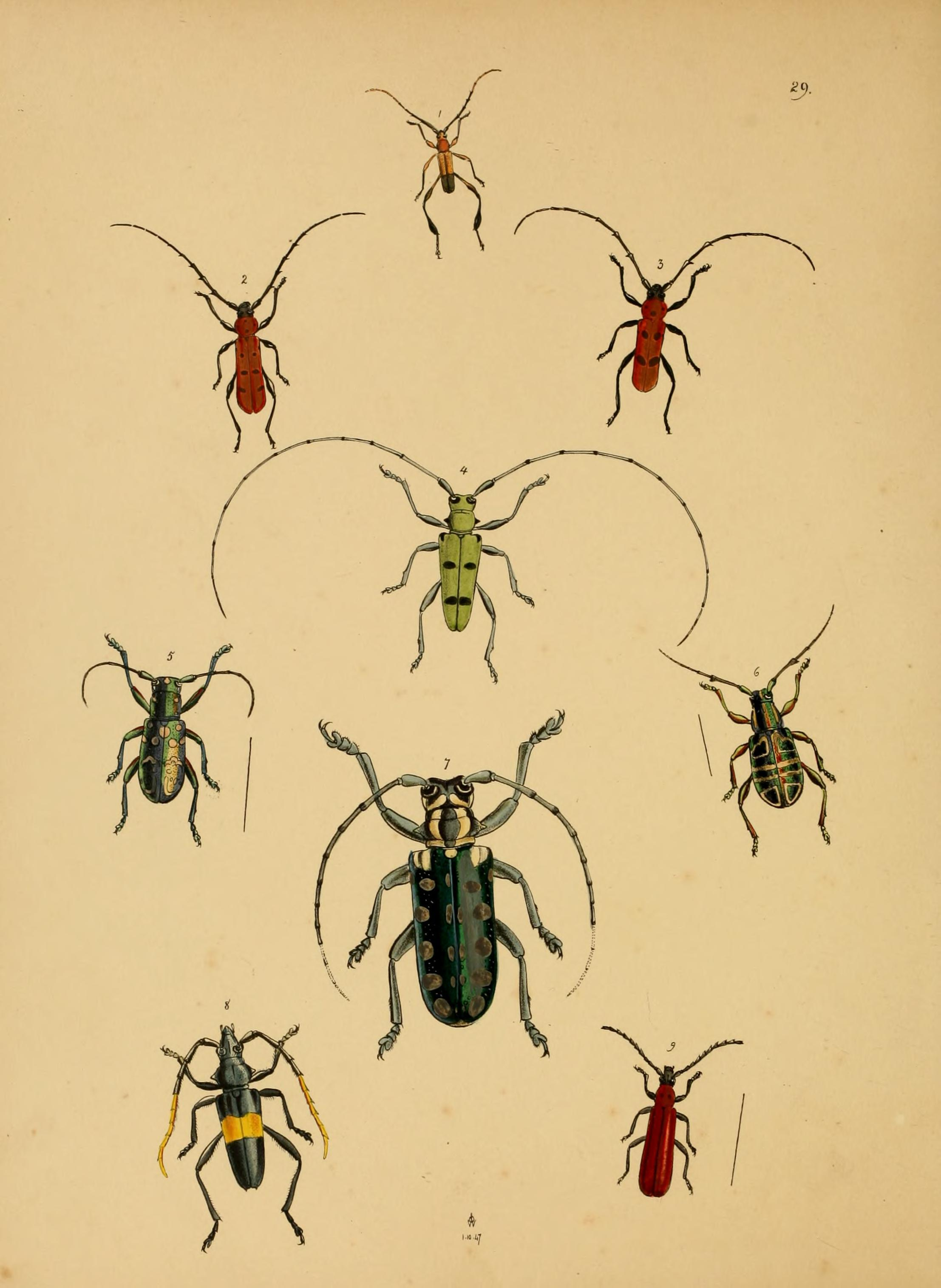
Chrząszcze Cerambycidae Westwood (1842)

Jako kolekcjoner i utalentowany rysownik owadów, uczestniczył w spotkaniach znanych entomologów, które organizowali co miesiąc w ich prywatnych domach, przy herbacie. W tych dyskusjach o entomologii uczestniczyli m.in. Adrian Hardy Haworth, George Robert Gray, F.W. Hope i inni. Westwood i Hope spotkali się po raz pierwszy w marcu 1824 roku. Zapoczątkowało to ich wieloletnią współpracę. J.O. Westwood od maja 1827 roku był członkiem Towarzystwa Linneuszowskiego. Od sierpnia 1834 roku pracował dla Hope’a jeden dzień w tygodniu (otrzymywał wynagrodzenie £30 rocznie), zajmując się jego kolekcją owadów, z wyjątkiem Coleoptera. Katalog Coleoptera opracowywał dla A.H. Haworth’a. Gdy ta kolekcja została wystawiona na sprzedaż, Westwood kupił wiele okazów w prezencie dla Hope’a.
W kolejnych latach Westwood został zaufanym doradcą i przyjacielem F.W. Hope’a, konserwatorem „Hope Collections”, a w przyszłości pierwszą osobą zajmującą w Uniwersytecie Oksfordzkim stanowisko „Hope Professor”.

### Od „Hope Entomological Collections” do Oxford University Museum of Natural History
Entymologiczna kolekcja Hope’a zawierała liczne rzadkie okazy owadów angielskich i egzotycznych, które udostępniał entomologom, opisującym je w klasycznych publikacjach (m.in. J.L.C. Gravenhorst, W.E. Shuckard, H. Gory i A. Percheron, C.J. Schönherr, J.F. Stephens i inni (autorzy przekazali kopie swoich prac do muzealnej biblioteki Hope’a).
W szerokim zakresie zainteresowań Hope’a mieściły się zarówno zagadnienia owadów pasożytniczych (prowadził dyskusje z G. Newportem i R. Owenem) oraz ekonomiczne aspekty pozyskiwania jedwabiu. Rozpoczął zbieranie materiałów do planowanej pracy pt. „Entomologia Sacra” nt. owadów wymienionych w Biblii. Mimo kłopotów zdrowotnych często podróżował, m.in. do Francji, Szwajcarii, Niemiec i Holandii. Po 1844 roku stan jego zdrowia pogorszył się, co spowodowało, że od 1849 roku coraz dłużej przebywał w klimacie śródziemnomorskim, głównie w Neapolu i Nicei, gdzie nadal gromadził owady, a również okazy ryb, muszli i skorupiaków, ptaków (m.in. na sprzedaż).
W tym okresie rozpatrywał możliwości przekazania „Hope Collection” do swojej Alma Mater (sprawę konsultował m.in. z dr. Johnem Kiddem). W czasie wakacji 1849 roku rozpoczął negocjacje z Richardem Greswellem z Worcester College w Oksfordzie – przedstawicielem uczelni, który był bardzo zainteresowany rozwojem uczelnianych muzeów. Pełnił on rolę pośrednika między ofiarodawcą i władzami uczelni, reprezentowanymi wówczas przez wicekanclerza (dr F.C. Plumptre). F.W. Hope oczekiwał m.in. gwarancji, że jego kolekcja będzie udostępniana jako całość (nie zostanie rozproszona) oraz będzie się znajdować pod opieką kompetentnego konserwatora, który zapewni jej dalszy rozwój. Z treści zachowanej kilkumiesięcznej korespondencji wynika, że intencje ofiarodawcy nie były początkowo dobrze zrozumiane. W listach, wysyłanych z Nicei, Hope coraz bardziej stanowczo potwierdzał warunki darowizny. Ostatecznie warunki te zaakceptowano w kwietniu 1850 roku, o czym ofiarodawca został poinformowany listem z 14 maja.

Budynek Oxford University Museum of Natural History (OUMNH) w 1873 roku
Muzealna Hope Entomological Collections (HEC) jest jednym z najlepszych zbiorów owadów w Wielkiej Brytanii. W jej skład wchodzi ok. 3,5 mln okazów, biblioteka i archiwa (5 tys. książek i czasopism, ponad 60 tys. nadbitek).

Realizacja zobowiązań uczelni przebiegała wolno i często niezgodnie z intencjami Hope’a. Jego irytację budziło m.in. odwlekanie decyzji dotyczącej zatrudnienia J.O. Westwooda, współtwórcy i wieloletniego konserwatora kolekcji. To zniecierpliwienie wyraził m.in. w liście z Nicei z dnia 27 lutego 1857 roku, uzasadniając swoją odmowę przystąpienia do powstającego wówczas University Entomological Society. Licznym odstępstwom od umowy z 1850 roku sprzeciwiał się w kolejnych miesiącach i latach, do roku 1860 – protestował przeciwko planom przeniesienia biblioteki, należącej do kolekcji, do innej biblioteki uniwersyteckiej, oddzielenia kolekcji rycin i portretów od kolekcji okazów entomologicznych itp. Ponownie informował o zamiarze wycofania pierwotnej darowizny ze względu na niespełnianie warunków zapisanych w „Deed of Gift”. Równocześnie przekazywał kolejne hojne dotacje, np. przeznaczone na urządzenie sal. Rozstrzygając spory, spowodowane różnicą zdań w sprawie zarządzania kolekcją, władze uczelni korzystały z opinii wielu znanych osób (Richard Owen, Roderick Murchison, Charles Lyell, Charles Darwin, Michael Faraday, zoolog Thomas Bell, Leonard Jenyns).
Problem został rozwiązany dopiero 20 grudnia 1860 roku. W tym dniu F.W. Hope podpisał z władzami uczelni („Chancellor, Masters, and Scholars of the University of Oxford”) dwustronną umowę, dotyczącą przyjęcia dotacji £10 000 na utworzenie nowego stanowiska profesora zoologii (Professorship in Zoology). Zgodnie z umową w zakres obowiązków „Hope Professor” weszło prowadzenie – w terminach określonych przez Uniwersytet – publicznych wykładów, udzielanie instrukcji prywatnych w sprawach zoologii, ze szczególnym uwzględnieniem Articulata (liliowce), a także nadzorowanie i organizowanie Hope Collection of Annulose Animals oraz opieka nad częścią Hope Library, dotyczącą historii naturalnej.
Stanowisko Hope Professorzajmowali jako pierwsi: John Obadiah Westwood (1860–1893), Edward Bagnall Poulton (1893–1933) i Geoffrey Douglas Hale Carpenter (1933–1948). Ich następcami w XX w. byli George C. Varley (1948-1980) i David Spencer Smith (1980–1995).
Rozwój Hope Collection w latach 1849–1983czyli w okresie jej przenoszenia do Uniwersytetu Oksfordzkiego i pełnienia swoich funkcji przez pierwszych pięciu Hope Professor opublikowała w roku 1986 Audrey Z. Smith (Hope Librarian) w pracy „A History of the Hope Entomological Collections in the University Museum, Oxford with lists of Archives and Collections”.

## Publikacje
F.W. Hope opublikował m.in. liczne opisy nieznanych wcześniej gatunków chrząszczy – artykuły oraz wydawnictwa zwarte, np:
- Catalogo dei crostacei Italiani e di molti altri del Mediterraneo (Neapol 1851)[21]
- Catalogue of a Collection of Early Newspapers and Essayists (J.H. Burn, F.W. Hope, 1865)[22]
- On the Entomology of the Himalayas and of India; w: tom 1 Royal illustr. bot. and zool. Him. (1839)[23]
- The Coleopterist's Manual, Containing the Lamellicorn Insects of Linneus and Fabricius (wyd. Henry G. Bohn, 1837)[24]
- The Coleopterist's Manual: Part the Second, Containing the Predaceous Land and Water Beetles of Linneus and Fabricius, część 2 (wyd. Henry G. Bohn, 1838)[25]
- Description of some new Insects, collectioned in Assam by William Griffith Esq., F.L.S. Assistant-Suregon in the Madras Medical Servis, and attached to the late Scientific Mission to Assam, Transactions of the Linnean Society, tom 18 (1941), rozdz. XXVI, s. 429–448 (1840)[26]
- Descriptions of some Nondescript Insectsmfrom Assam, chiefly collected by William Griffith Esq., F.L.S. Assistant-Suregon in the Madras Medical Servis, and attached to the late Scientific Mission to Assam, Transactions of the Linnean Society, tom 18 (1941), rozdz. XLI, s. 587–600 (1841)[26]

Współczesne cytowania (przykłady)
- wyniki wyszukiwania „Hope F.W.” w czasopiśmie naukowym Zootaxa (lata 2002–2017)[27]
- zawartość bibliotecznego katalogu Cassidae – References (Wydział Nauk Biologicznych UWr)[28][g]
- wykaz źródeł, cytowanych w pracy: Cantharidae collected by The Hokkaido University Expeditions to Nepal Himalaya (Coleoptera) (1999); wśród nich: Hope, F.W., 1831, Synopsis of the new species of Nepal Insects in the collection of Major, General Hardwicke[29]

## Działalność w stowarzyszeniach naukowych i wyróżnienia
Hope został wybrany na członka Linnean Society (1822) i Royal Society (1834). Był członkiem-założycielem Zoological Society (1826) i Royal Entomological Society of London (1833). Pełnił funkcję pierwszego skarbnika Stowarzyszenia Entomologicznego i jego przewodniczącego w latach 1835–1836, 1839–1840 i 1845–1846 oraz wiceprzewodniczącego w latach 1833–1934, 1837–1838 i 1841–1843. Do roku 1847 (do pogorszenia się stanu zdrowia) był organizatorem regularnych konferencji stowarzyszenia.
W 1833 roku został wybrany na członka Societe Entomologique de France. Zaszczytne wyróżnienia otrzymał m.in. od:
- 1832 – Submarine Force Library and Museum w Londynie
- 1836 – Real Academia Ciencias y Artes w Barcelonie
- 1842 – Société Philomathique w Paryżu
- 1846 – Société Linnéenne w Lyonie
- 1847 – Srebrny Medal od Leopolda II Habsburga, w uznaniu kolekcji ptaków, prezentowanej w Museo di Storia Naturale di Firenze (muzeum historii naturalnej natural history Uniwersytetu we Florencji)Calloplophora sollii Hope (1839)

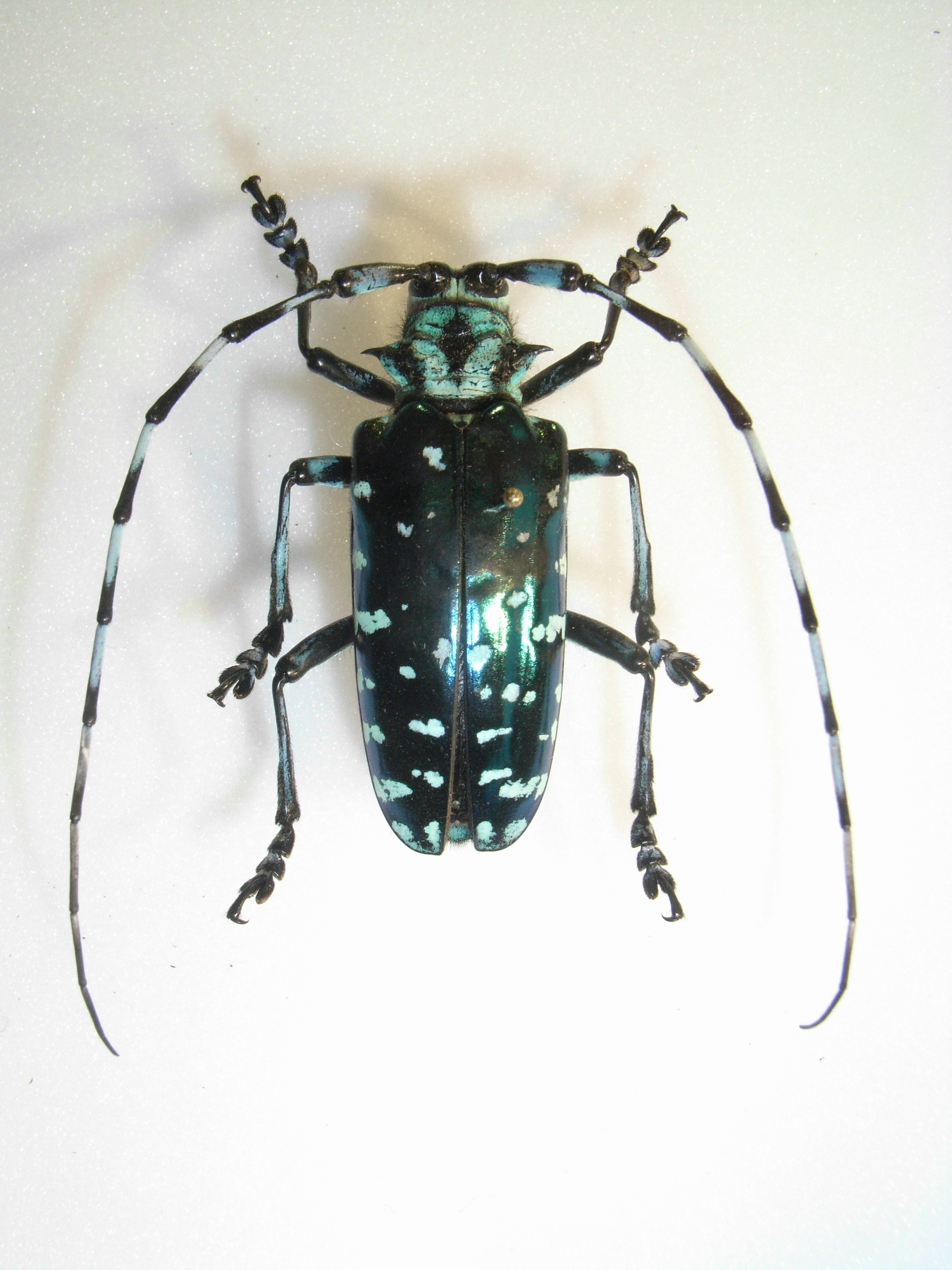
Calloplophora sollii Hope (1839)

- 1848 – Imperiale e Reale Accademia economico-agraria dei Georgofili di Firenze
- 1848 – Institut d’Afrique
- 1849 – Münchener Verein für Naturkunde (stowarzyszenie przyrodoznawców w Monachium)

## Upamiętnienie
Nazwisko „Hope” jest członem nazw stanowiska profesorskiego („Hope Professor”), jednostki organizacyjnej Uniwersytetu Oksfordzkiego (Hope Department of Zoology (Entomology)), kolekcji entomologicznej i biblioteki w Oxford University Museum of Natural History („Hope Entomological Collections”, HEC i Hope Library) oraz nazw opisanych gatunków owadów (zob. binominalne nazewnictwo gatunków), np. Imantocera penicillata, Polyzonus sinense, Piesarthrius, Heterorrhina (gatunek typowy Cetonia nigritarsis).